# ميرشي بادا
ميرشي بادا أو ميرشي فادا (بالإنجليزية: Mirchi Bada)‏ هو طبق نباتي سريع التحضير موطنه الأصلي جودبور في ولاية راجاستان الهندية. يُحضر عن طريق حشو الفلفل الأخضر بالبهارات الهندية والبطاطا المهروسة ودقيق الحمص، ثم يُلف في عجينة البيسان وقليه حتى يصبح لونه بنيًا ذهبيًا. يُقدم ساخنًا مع صلصة الطماطم أو أحيانًا مع صلصة النعناع والتمر الهندي. يُستخدم فلفل الموز وفلفل بهافنجري لصنع ميرشي بادا.
يُستهلك بشكل أكبر خلال موسم الأمطار في الهند. في الجزء الجنوبي من الهند، يُشار إلى "ميرشي بادا" أيضًا باسم "ميرشي باجي"، مع اختلافات في الحشو من مكان إلى آخر.

## التحضير
يُحضر الميرشي بادا عن طريق تقسيم الميرشي (فلفل الموز) إلى نصفين، وحشوه بالبهارات، ثم يُغطى بالبطاطا المهروسة، ودقيق الحمص. في البداية، يُقلى الفلفل الأخضر مع البطاطا والتوابل، وبعد ذلك يُقلى مع طبقة من دقيق الحمص، ثم يُقدم ساخنًا مع الكاتشب أو الصلصات.